# هاوکینگ (فیلم ۲۰۱۳)
«هاوکینگ» (انگلیسی: Hawking) (شناخته شده با نام هاوکینگ: تاریخچه مختصر من) فیلم مستند به کارگردانی Stephen Finnigan است که در سال ۲۰۱۳ منتشر شد. فیلم هاوکینگ، یک فیلم درام و بایوگرافی در مورد نظریه های مختلف و نوشته های تدریسی استیون هاوکینگ و مبارزه او با بیماری اسکلروز جانبی آمیوتروفیک و بعدها شناخته شدنش به عنوان یک دانشمند مشهور جهانی می باشد.

## بازیگران
مصاحبه ها با جین وایلد هاوکینگ، کیپ تورن، بندیکت کامبربچ، باز آلدرین، جیم کری، ریچارد برانسون، افراد خانواده ی هاوکینگ و همکاران او و چند تن دیگر انجام شده است.
- استیون هاوکینگ (با صدای کامپیوتری اکولایزر خود روایت می‌کند)
- ناتان چاپل در نقش جوانی استیون هاوکینگ
- مارتین کینگ و جو لاول در نقش بزرگسالی هاوکینگ
- تینا لاول و تانیا اورگان در نقش جین هاوکینگ
- فینلی مکری در نقش نوجوانی استیون هاوکینگ
- آرتور پلینگ در نقش خردسالی استیون هاوکینگ
- والت ولتوش